# Fuck wit Dre Day (And Everybody's Celebratin')
«Fuck wit Dre Day (And Everybody's Celebratin')» (у форматі синглу під назвою «Dre Day») — пісня американського репера та продюсера Dr. Dre за участю Snoop Doggy Dogg і Jewell, випущена 20 травня 1993 року як другий сингл із дебютного сольного альбому Dre The Chronic. 
«Dre Day» це дис-трек, націлений головним чином на колишнього колегу Дре Eazy-E, який очолював їхню колишню реп-групу N.W.A і який разом із менеджером N.W.A Джеррі Геллером володів звукозаписним лейблом Ruthless Records. Пісня також містить образи в сторону репера з Маямі Uncle Luke, нью-йоркського репера Tim Dog та колишнього члена N.W.A. Ice Cube.

## Музичне відео
Музичне відео на пісню, яке зняв сам Дре, пародіює Eazy-E як «Sleazy-E», якого грає актор Ей Джей Джонсон. Початком виконання пісні є сценка, в якій Sleazy-E заходить в офіс «Useless Records», де кругленький білий чоловік наймає його, щоб знайти реперів. Відео також пародіює Люка Кемпбелла з реп-групи, зображуючи його, як він стрибає на сцені. У 2005 році опитування MTV2 і XXL поставили кліп «Dre Day» на 12 місце серед «25 найкращих відеороликів Західного узбережжя».

## Список композицій
- US 12" вініл

1. "Dre Day" (LP Version) - 4:52
2. "Dre Day" (Radio Version) - 4:52
3. "Puffin' on Blunts and Drankin' Tanqueray" - 11:16
4. "Puffin' on Blunts and Drankin' Tanqueray" (Instrumental) - 11:16
5. "Dre Day" (Extended Club Mix) - 9:53
6. "One Eight Seven" - 5:52

- UK CD-сингл

1. "Dre Day" (Radio Version) - 4:52
2. "Dre Day" (UK Radio Flavour) - 4:56
3. "Dre Day" (Extended Club Mix) - 9:53
4. "Dre Day" (UK Flavour) - 4:58
5. "Dre Day" (Instrumental) - 4:52
6. "Dre Day" (LP Version) - 4:52

- Касета

1. "Dre Day" (Radio Version) - 4:52
2. "Dre Day" (Instrumental) - 4:52

## Чарти
| Чарт (1993)                                        | Пікова позиція |
| -------------------------------------------------- | -------------- |
| Нова Зеландія (RIANZ)                              | 49             |
| UK Singles (OCC)                                   | 59             |
| UK Dance (OCC)                                     | 18             |
| UK Dance (Music Week)                              | 18             |
| США (Billboard Hot 100)                            | 8              |
| США (Hot Dance Club Songs) (Billboard)             | 29             |
| США (Hot R&B/Hip-Hop Songs) (Billboard)            | 6              |
| США (Rap Songs) (Billboard)                        | 13             |
| США (Rhythmic) (Billboard)                         | 6              |
| США Hot Dance Music/Maxi-Singles Sales (Billboard) | 1              |
| США Cash Box Top 100                               | 8              |